# Günzburg (stad)
Günzburg is een plaats in de Duitse deelstaat Beieren. Het is de Kreisstadt van het Landkreis Günzburg. De stad telt 20.958 inwoners.

## Stadsindeling
Op de website van de gemeente Günzburg is sprake van 8 stadsdelen (Gemeindeteile), één stad en 7 kerk- of parochiedorpen. Dit zijn:
- de stad Günzburg
- Deffingen, 3 km ten ZZO van het stadscentrum, bij de afrit van de Autobahn, met de bezienswaardige Ullrichskerk; ca. 630 inwoners[2]
- Denzingen, direct aan de zuid-zuidoostkant van de stad, ca. 1.500 inw.
- Leinheim, 2 km ten oosten van Deffingen, ca. 630 inw.
- Nornheim, 2 km ten oosten van de stad, met de bezienswaardige, barokke St. Erhardkerk, ca. 666 inw.
- Reisensburg, 2 km ten noordoosten van de stad, met het gelijknamige kasteel, ca. 2.100 inw.
- Riedhausen, ca. 8,5 km ten noorden van Günzburg, in een moerassig rivierlandschap, dicht bij de grens met Baden-Württemberg, ca. 430 inw.
- Wasserburg, 2 à 3 km ten zuid-zuidwesten van Günzburg, ca. 940 inw.

## Geografie

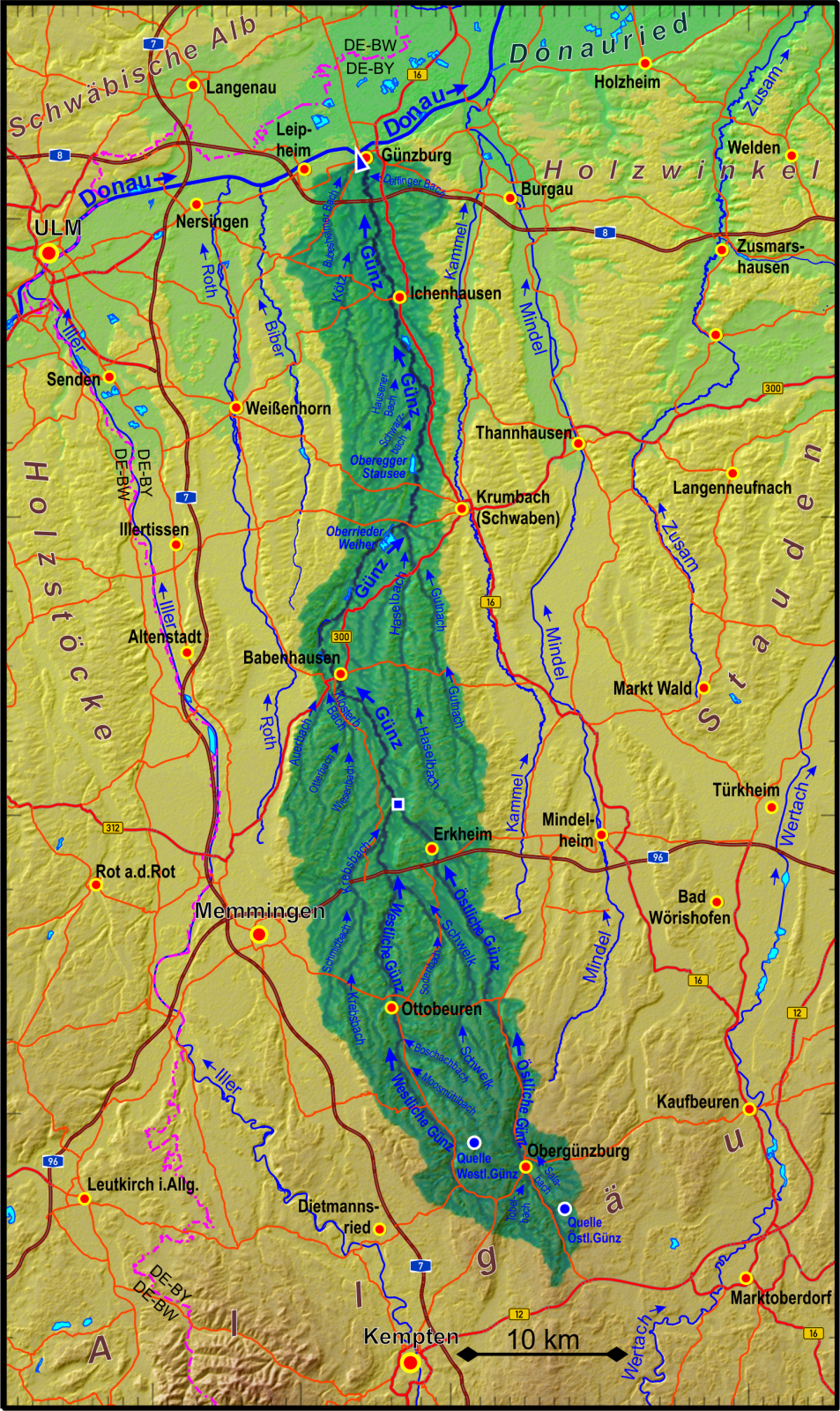
Kaart van het stroomgebied van de Günz

Günzburg heeft een oppervlakte van 55,4 km² en ligt in het zuiden van Duitsland. Bij de stad mondt de meer dan 50 km lange rivier de Günz uit in de Donau. Günzburg moet niet worden verward met het zuidelijker gelegen Obergünzburg, dat juist aan de bovenloop van de Günz ligt.

### Naburige gemeenten
- Leipheim in het westen
- Bubesheim in het zuiden
- Rettenbach, Offingen en Burgau in het oosten
- Gundelfingen an der Donau in het noordoosten
- Niederstotzingen, deelstaat Baden-Württemberg, in het noorden

### Infrastructuur

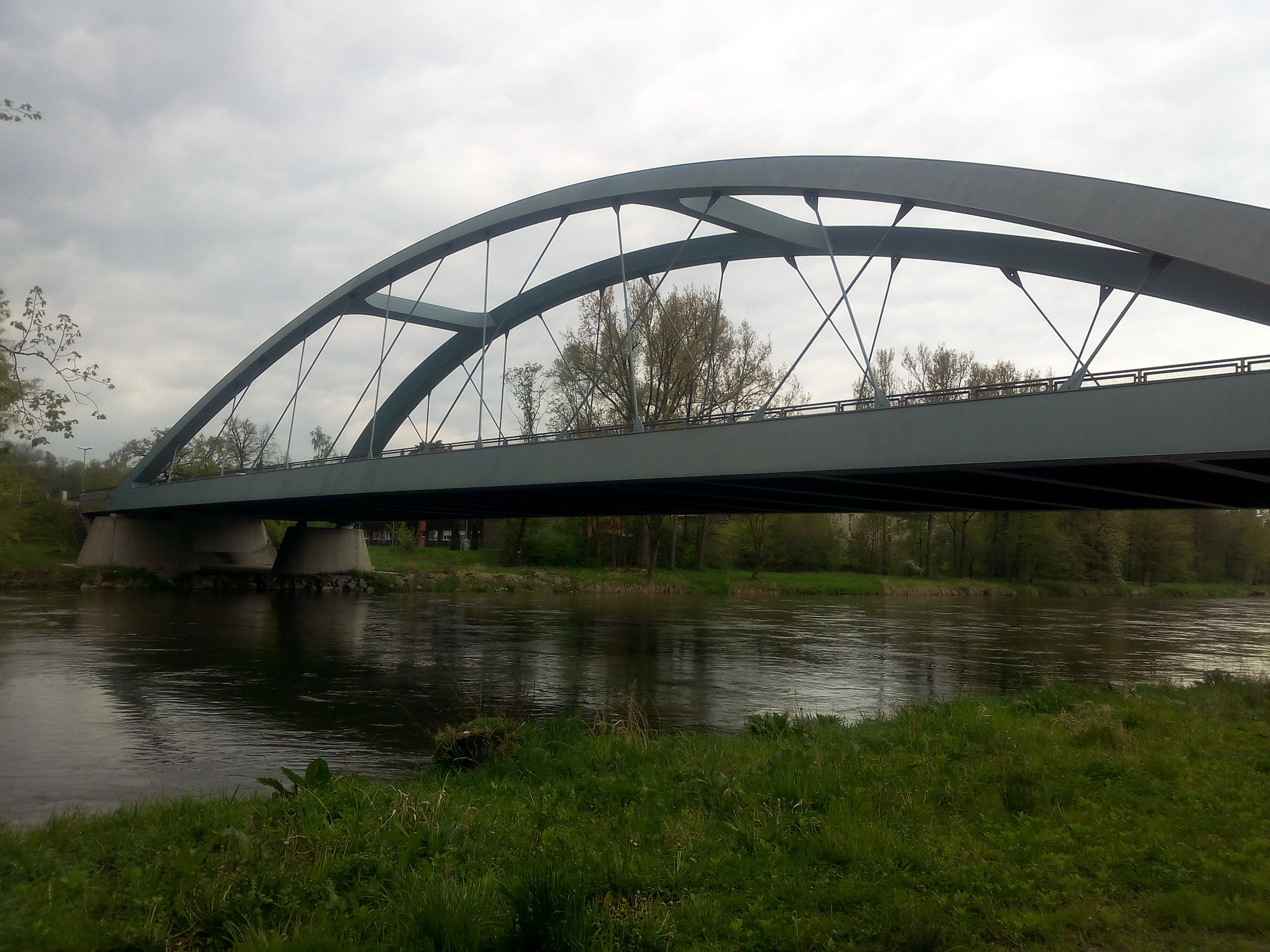
Brug over de Donau
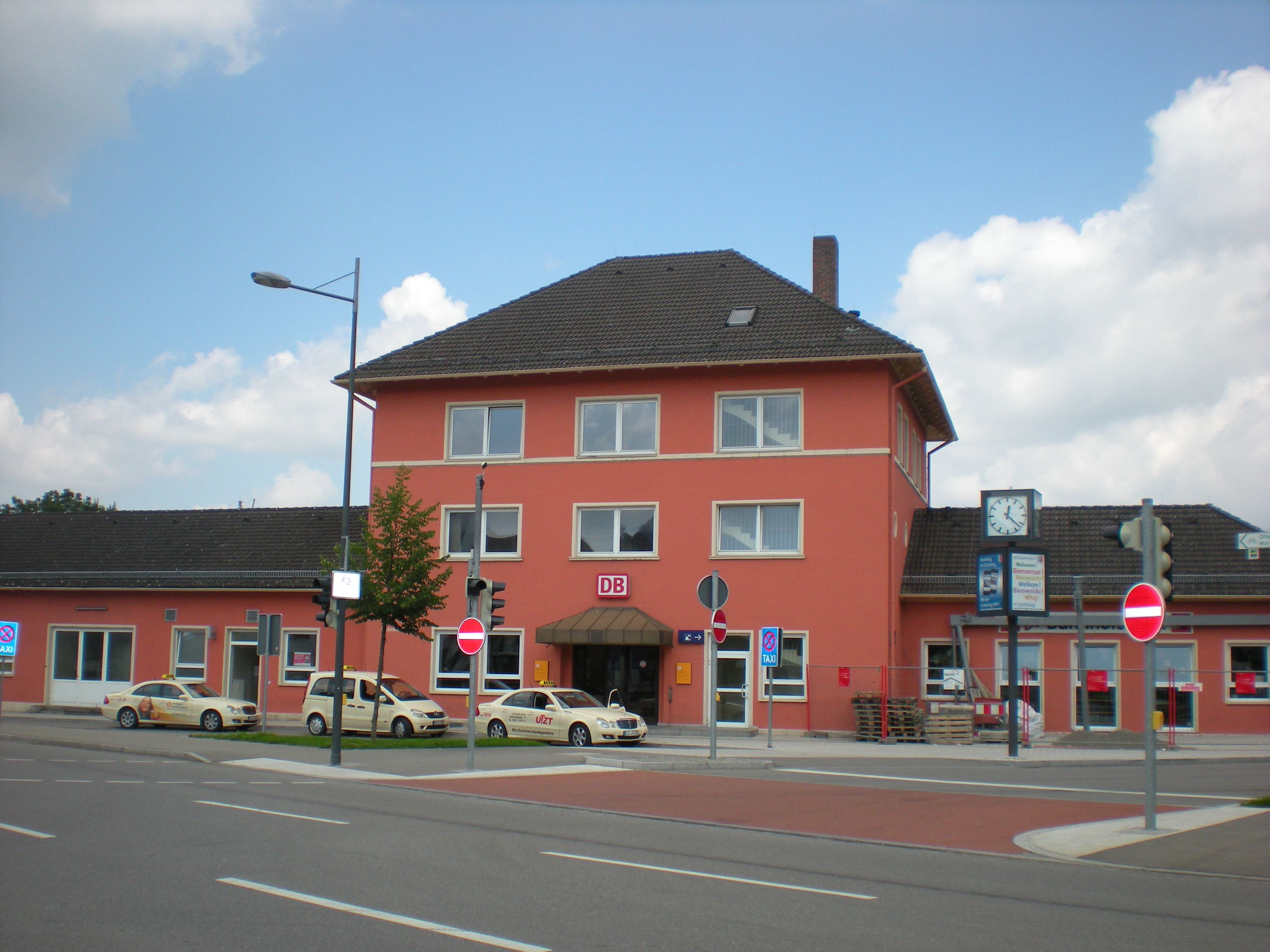
Station Günzburg
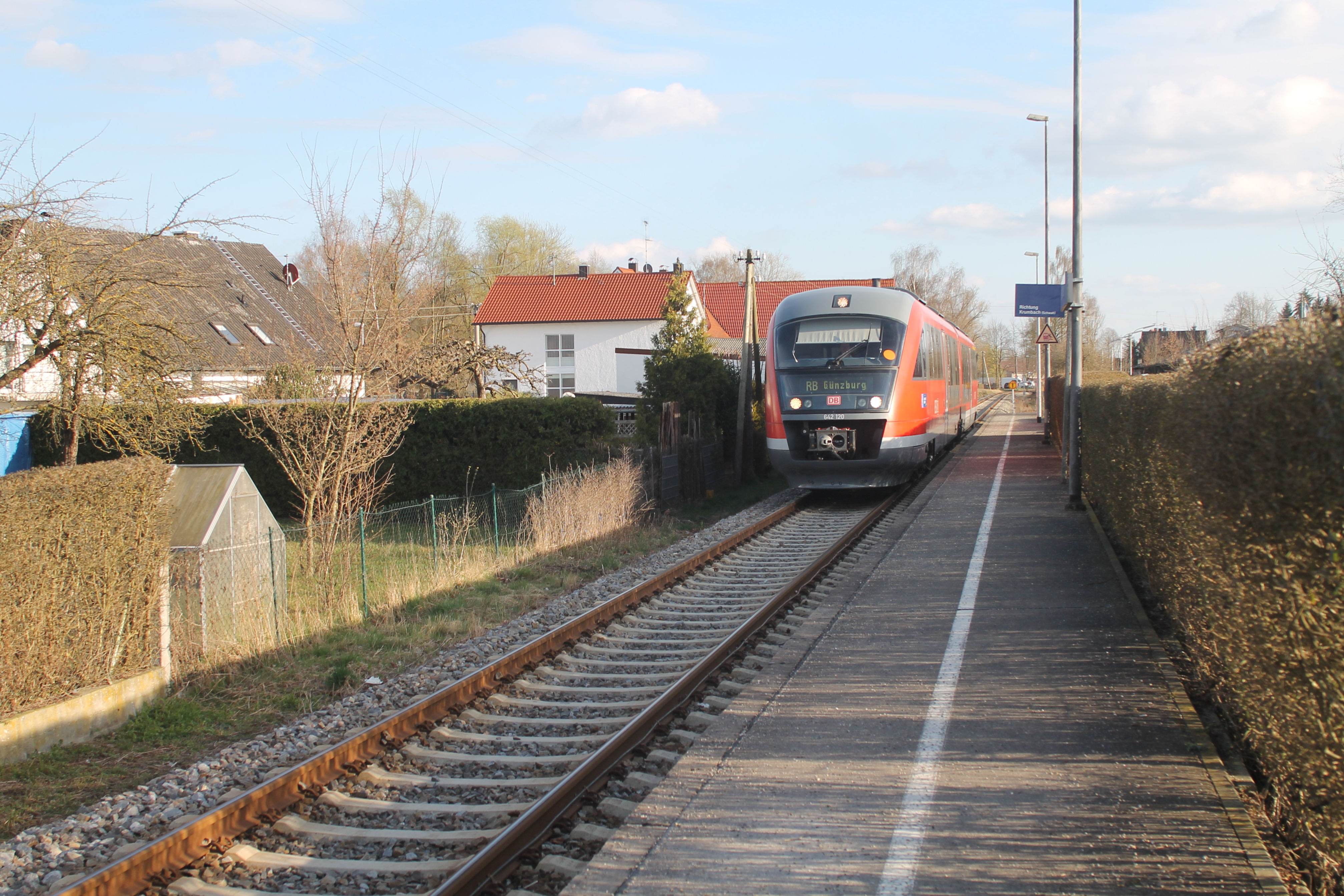
Spoorweghalte Wasserburg
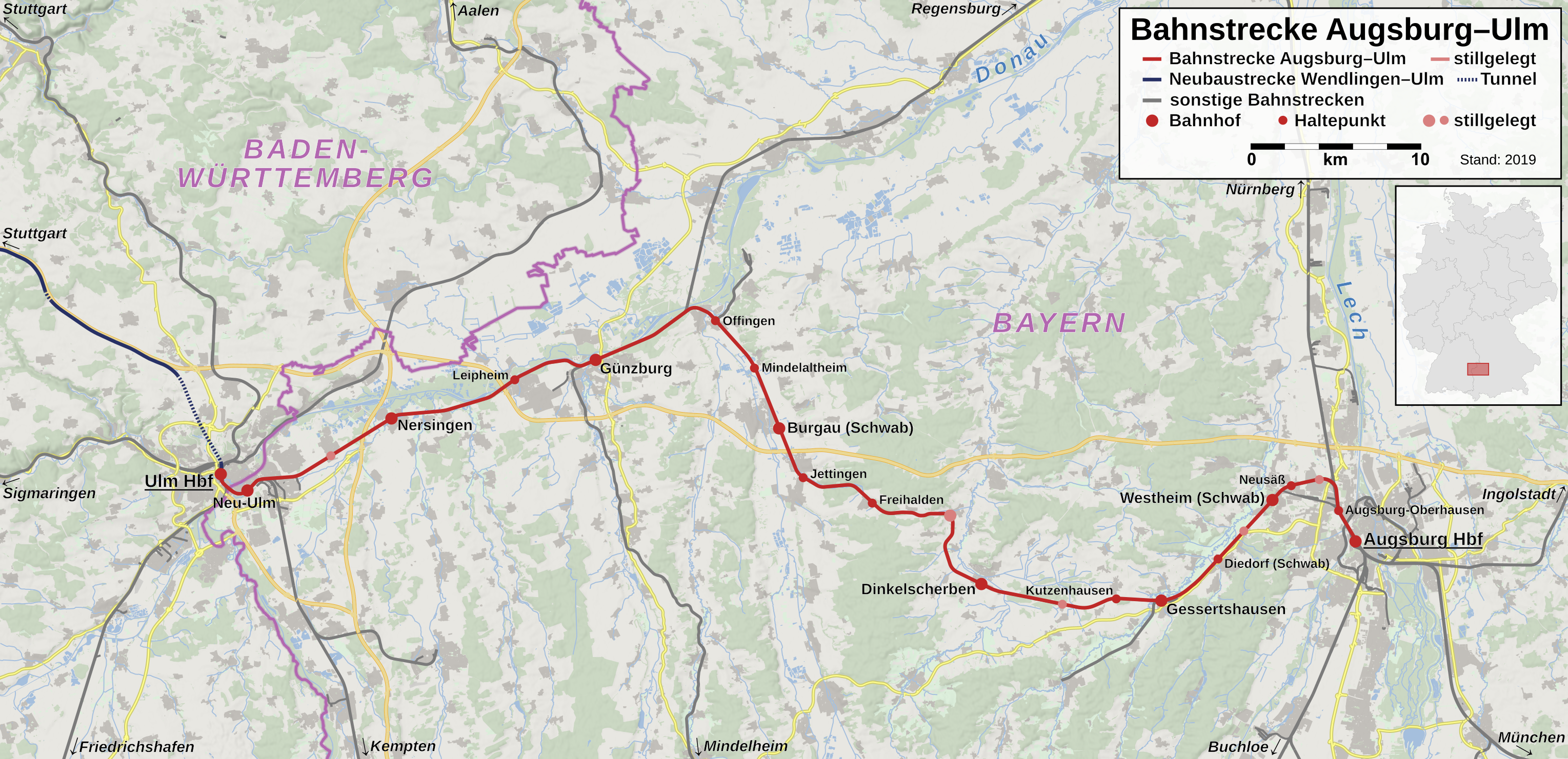
Trajectkaart spoorlijn Augsburg-Ulm
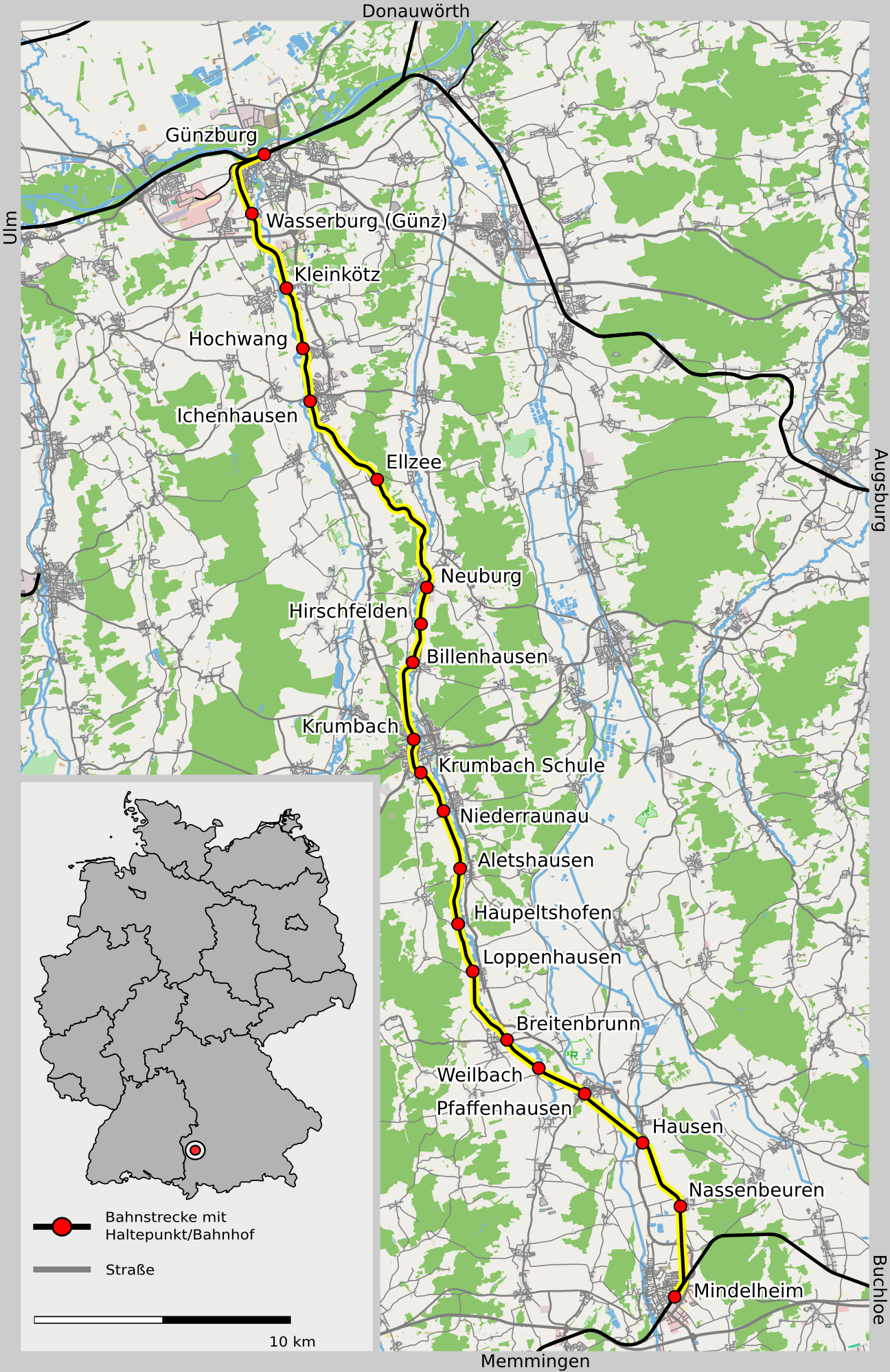
Trajectkaart spoorlijn Günzburg-Mindelheim

Bij het tot Günzburg behorende dorp Deffingen, 3 km ten zuid-zuidoosten van het stadscentrum, loopt de Autobahn A8 van west naar oost. Bij afrit 67 kruist deze Autobahn de noord-zuid lopende Bundesstraße 16. In deze B16 werd in 2011 een nieuwe, 110 meter lange, brug over de Donau voltooid.
De stad heeft een station aan de spoorlijn Augsburg-Ulm v.v. en is tevens begin- en eindpunt van een 55 km lang lokaalspoorlijntje naar Mindelheim vice versa. Het stadsdeel Wasserburg heeft aan deze lijn een spoorweghalte.

## Economie

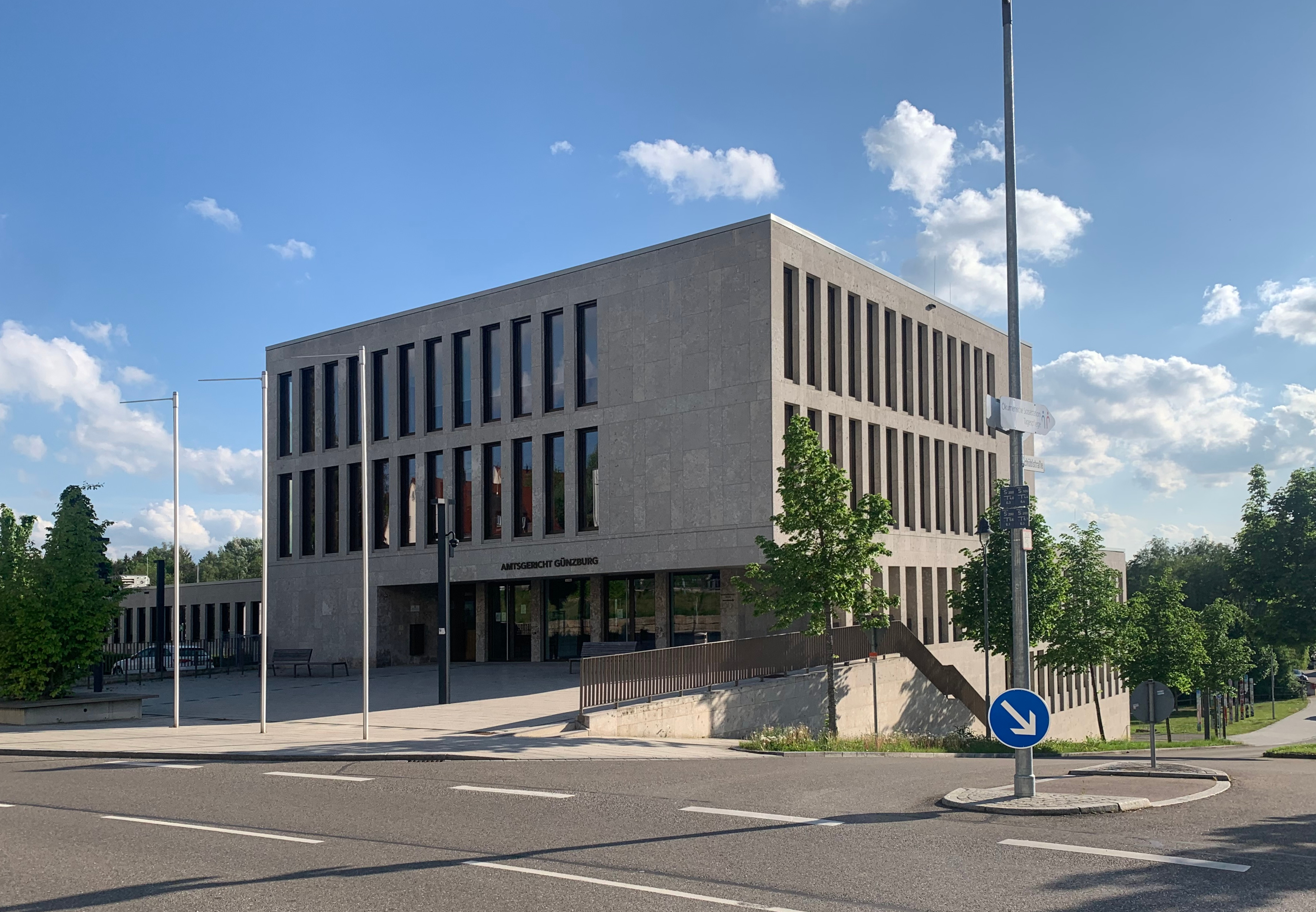
Amtsgericht Günzburg

Günzburg huisvest, naast lokaal midden- en kleinbedrijf, enkele bedrijven van bovenregionale betekenis, met ieder enkele honderden werknemers. Het grootste van deze bedrijven produceert ladders. Ook is Günzburg hoofdzetel van een middelgroot vleesverwerkend bedrijf, dat McDonald's als enige afnemer heeft.
Vanwege de bezienswaardigheden in de oude binnenstad, en de aanwezigheid van een groot pretpark, kent Günzburg een niet onbelangrijk toerisme.
Binnen de dienstensector verdient de aanwezigheid in de stad van een Amtsgericht vermelding.

## Geschiedenis

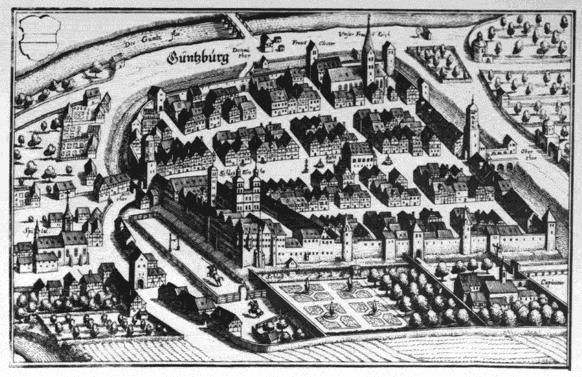
Merian-prent uit 1643 van de bovenstad van Günzburg

Op de locatie van Günzburg, met name op de heuvel, waar kasteel Reisensburg nog staat, hebben Keltische, Romeinse en daarna Germaanse nederzettingen gestaan. Omstreeks 78 stond er een castellum aan de Donau, en later lag er een, mogelijk naar een Keltische riviergodin Gontia genaamde, nederzetting Guntia (waar de rivier Günz haar naam aan dankt). Wanneer, en uit wiens hand, Günzburg het stadsrecht verkreeg, is niet meer bekend.
Günzburg was vanaf de 14e eeuw tot 1805 residentie van het Markgraafschap Burgau, dat weer tot Neder-Oostenrijk behoorde. In de 14e eeuw lieten de Habsburgers er de bovenstad (Oberstadt) bouwen. In 1418 verleenden de markgraven aan de stad Günzburg de hoge jurisdictie. Van de Dertigjarige Oorlog (1618-1648) en de Spaanse Erfopvolgingsoorlog (1701-1714) had Günzburg veel te lijden. Van 1475 tot 1617 bestond aan en rondom de huidige Münzgasse een niet onbelangrijke joodse gemeenschap te Günzburg, die in dat laatste jaar door de orthodox katholieke markgraaf Karl von Burgau werd uitgewezen en naar o.a. Frankfurt am Main en Rusland moest uitwijken. In 1703 en 1735 werden delen van de stad door grote branden geteisterd. In 1781 maakte keizer Jozef II Günzburg tot een Oostenrijkse garnizoensstad. In deze tijd was Günzburg ook een rivierhaven aan de Donau van betekenis. Veel Duitse boeren gingen hier aan boord van een schip, om naar Hongarije, meer bepaald: de streek Banaat te emigreren. Zie onder: Donau-Zwaben.
Na de val van Napoleon (1815) kwam de stad in het Koninkrijk Beieren en daarna in het Duitse Keizerrijk te liggen. In 1853 verkreeg Günzburg aansluiting op het spoorwegnet, wat de vestiging van industrie bevorderde. In 1907 werd een reeds sinds 1871 bestaande onderneming te Günzburg overgenomen door de industrieel Karl Mengele. Het bedrijf, Mengele Agrartechnik, was geruime tijd een belangrijke fabrikant van landbouwmachines, met name dorsmachines. Rond 1950 was dit bedrijf met 2.000 man personeel het belangrijkste in de stad. Na 1990 ging het met deze onderneming bergaf; na een verhuizing naar Waldstetten (Günz), een faillissement, een doorstart en een overname door de Nederlandse branchegenoot Lely hield het in 2010 op te bestaan.
Aan het eind van de Tweede Wereldoorlog, in april 1945, werd Günzburg, o.a. omdat het dicht bij Leipheim ligt, waar de Luftwaffe destijds een Fliegerhorst had, zwaar beschadigd door Geallieerde luchtbombardementen. Na de oorlog moest het, evenals andere Duitse steden, duizenden Heimatvertriebene uit o.a. het in 1945 bij Polen gevoegde Silezië onderdak gaan bieden. In 1973 werd Nornheim bij Günzburg gevoegd; de 6 andere stadsdelen, voorheen zelfstandige gemeentes, volgden bij een gemeentelijke herindeling per 1 mei 1978.

## Markante gebouwen, bezienswaardigheden, toerisme
- De 18e-eeuwse architect Dominikus Zimmermann, beroemd om de Wieskirche, ontwierp eerder de O.L. Vrouwekerk (Frauenkirche) te Günzburg. Deze kerk werd gebouwd tussen 1735 en 1780. Vanwege oorlogen en financiële problemen was de bouw herhaaldelijk onderbroken. Dit kerkgebouw geldt als een hoogtepunt in de Zuidduitse versies van barok en rococo.
- Het grote, vierkante gebouwencomplex van het voormalige Markgrafelijk Slot (Markgrafenschloss) (1577-1580), met eigen kerkgebouw, midden in de stad, herbergt een belastingkantoor. Het werd, na aan het eind van de Tweede Wereldoorlog grotendeels te zijn verwoest, provisorisch gerestaureerd; bij een latere restauratie, voltooid in 2022 heeft men enkele gedeelten van het complex weer min of meer in oude glorie hersteld. Dit Markgrafenschloss geldt als het enige nog bestaande kasteel in Duitsland, dat in opdracht van leden van het Huis Habsburg is gebouwd.
- Verspreid door de oude binnenstad staan nog veel, voornamelijk 18e- en 19e-eeuwse huizen met fraaie, meestal gestucte gevels of met van binnen restanten van eerdere, middeleeuwse of 17e-eeuwse gebouwen. Ook van de stadsommuring is nog een gedeelte bewaard gebleven.
- Kasteel Reisensburg, met vierkante bergfried, waarvan de oudste gedeeltes uit de 10e eeuw dateren, is in gebruik bij de universiteit van de stad Ulm.
- Het stedelijke Heimatmuseum heeft een collectie archeologische vondsten van bovenregionaal belang.
- Bij Günzburg bevindt zich sinds mei 2002 het grote pretpark Legoland Deutschland. Het ligt 4 km ten zuiden van het stadscentrum, aan de Bundesstraße 16.
- Jaarlijks worden in de stad enkele belangrijke, traditionele feesten en evenementen gehouden, waaronder:
  - carnaval (Fasching) in Zuidwestduitse (Alemannische) traditie
  - het Guntiafeest, in het laatste weekend van juni
  - het volksfeest rond Maria ten Hemelopneming (15 augustus)
  - vier keer per jaar jaarmarkten, soms met kermis, en wel: kort na carnaval, begin mei, half oktober en eind november. Deze jaarmarkten duren één dag en worden op zondag gehouden.
- Günzburg ligt aan de internationale fietsroute Donauradweg.

## Afbeeldingen

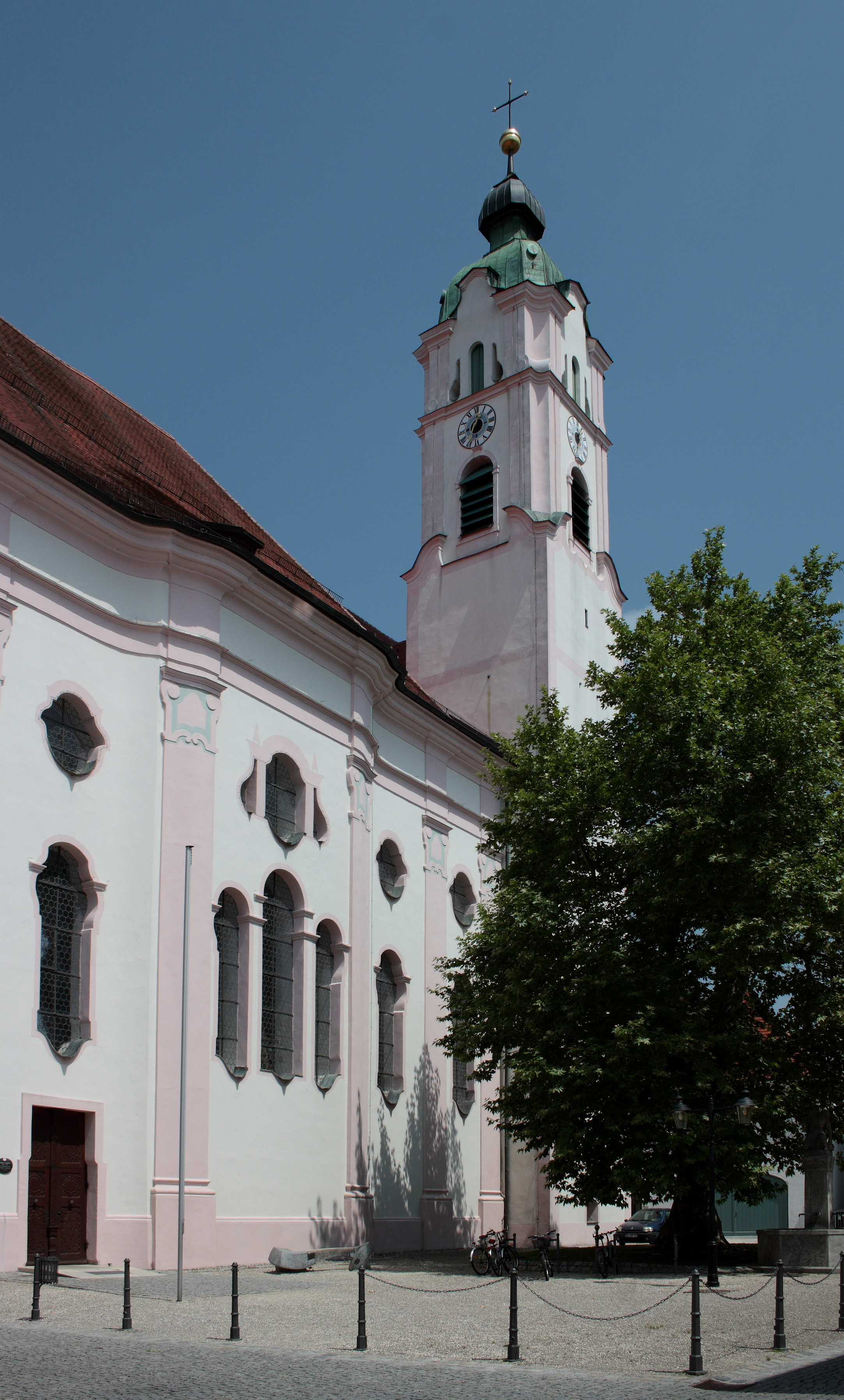
Frauenkirche, Günzburg
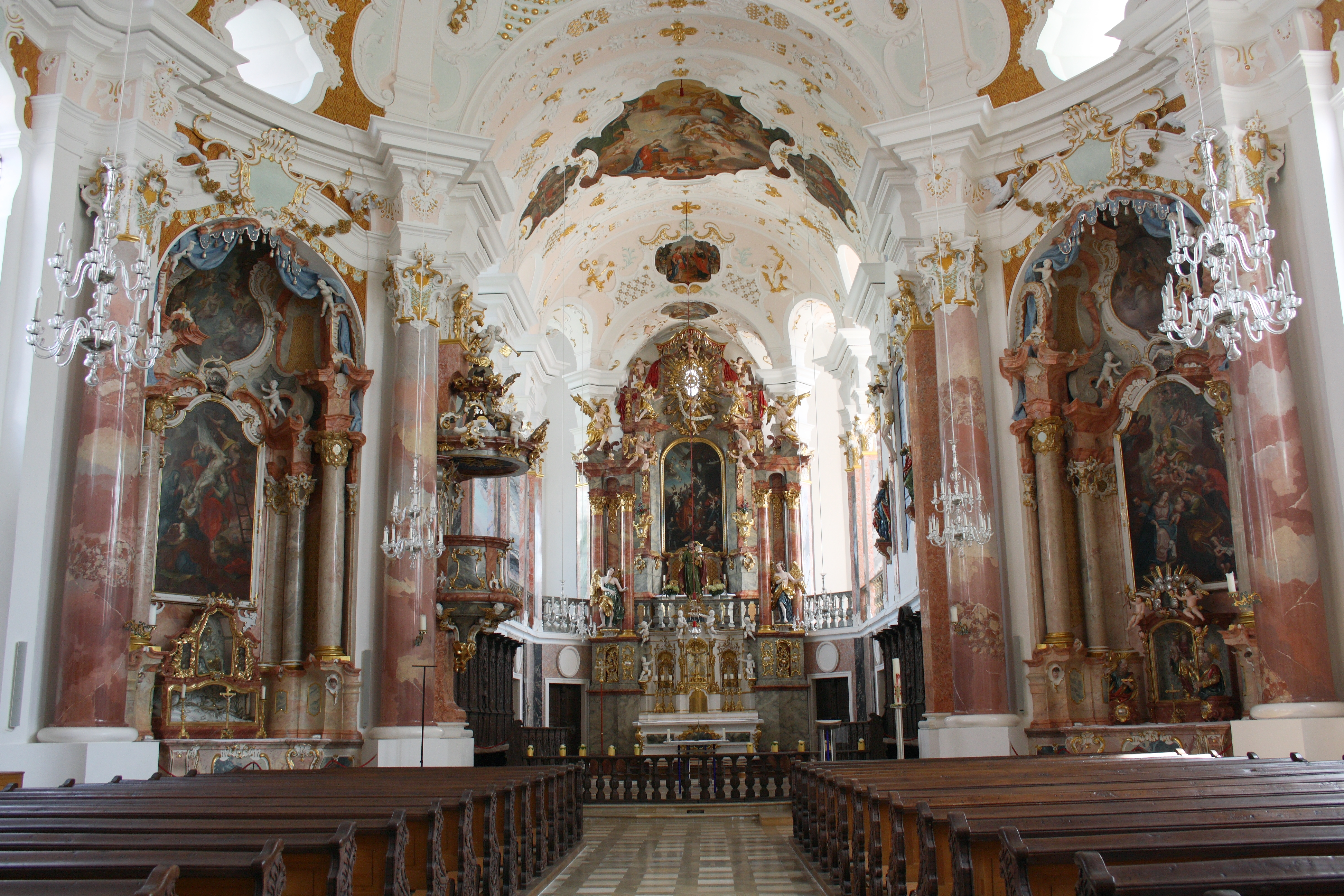
Interieur van deze kerk
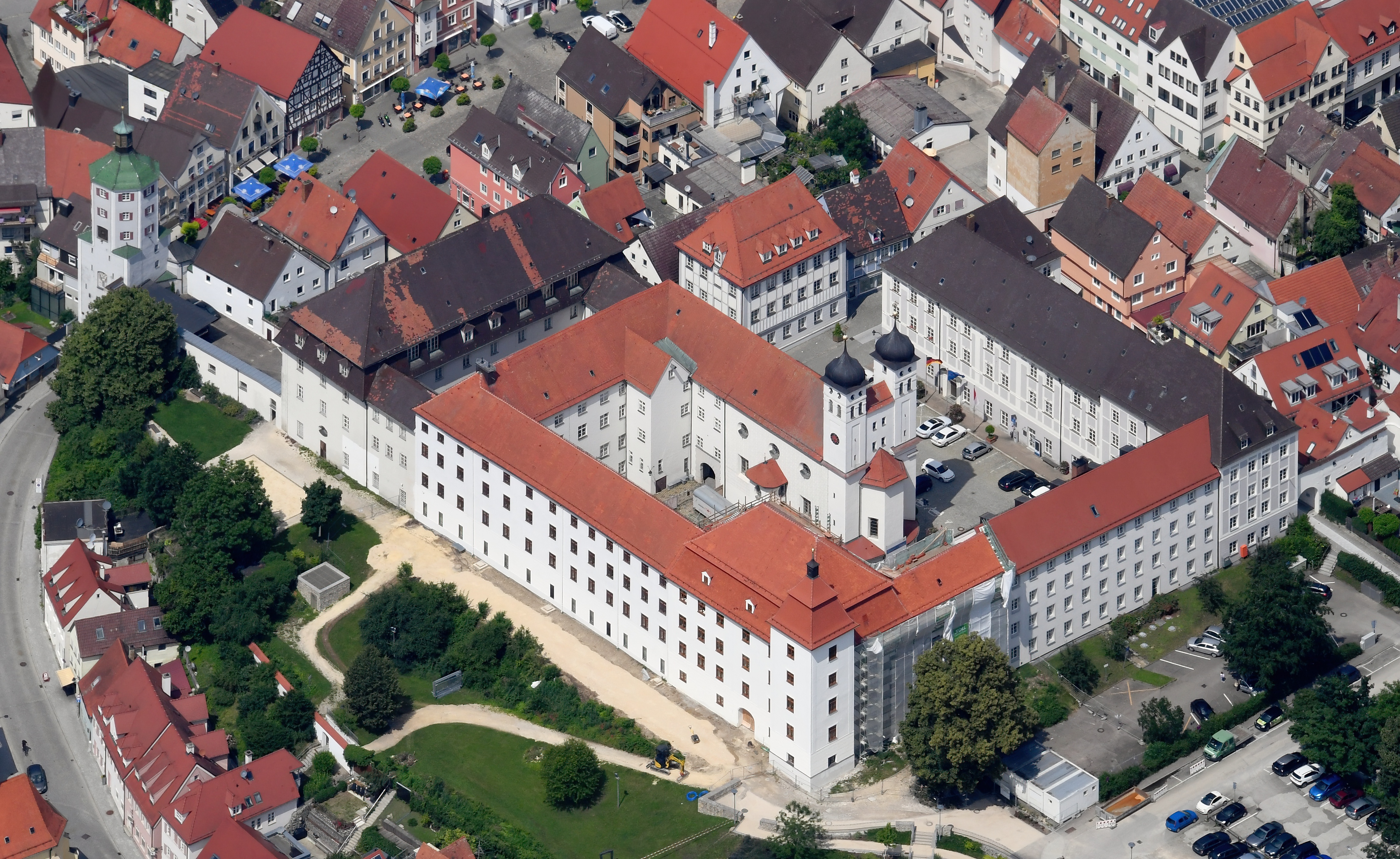
Markgrafenschloss
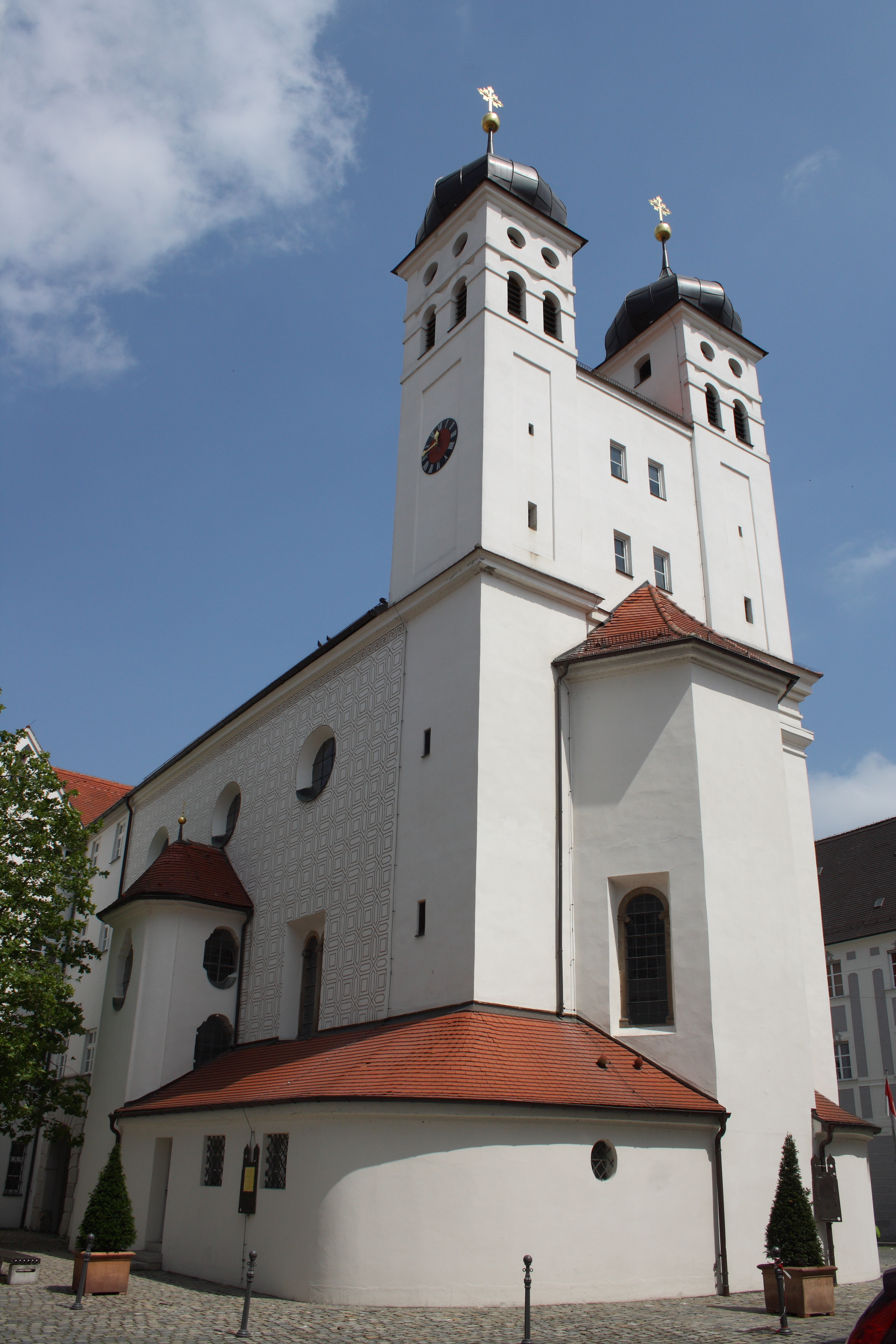
De Hofkirche, de kerk op dit kasteelterrein
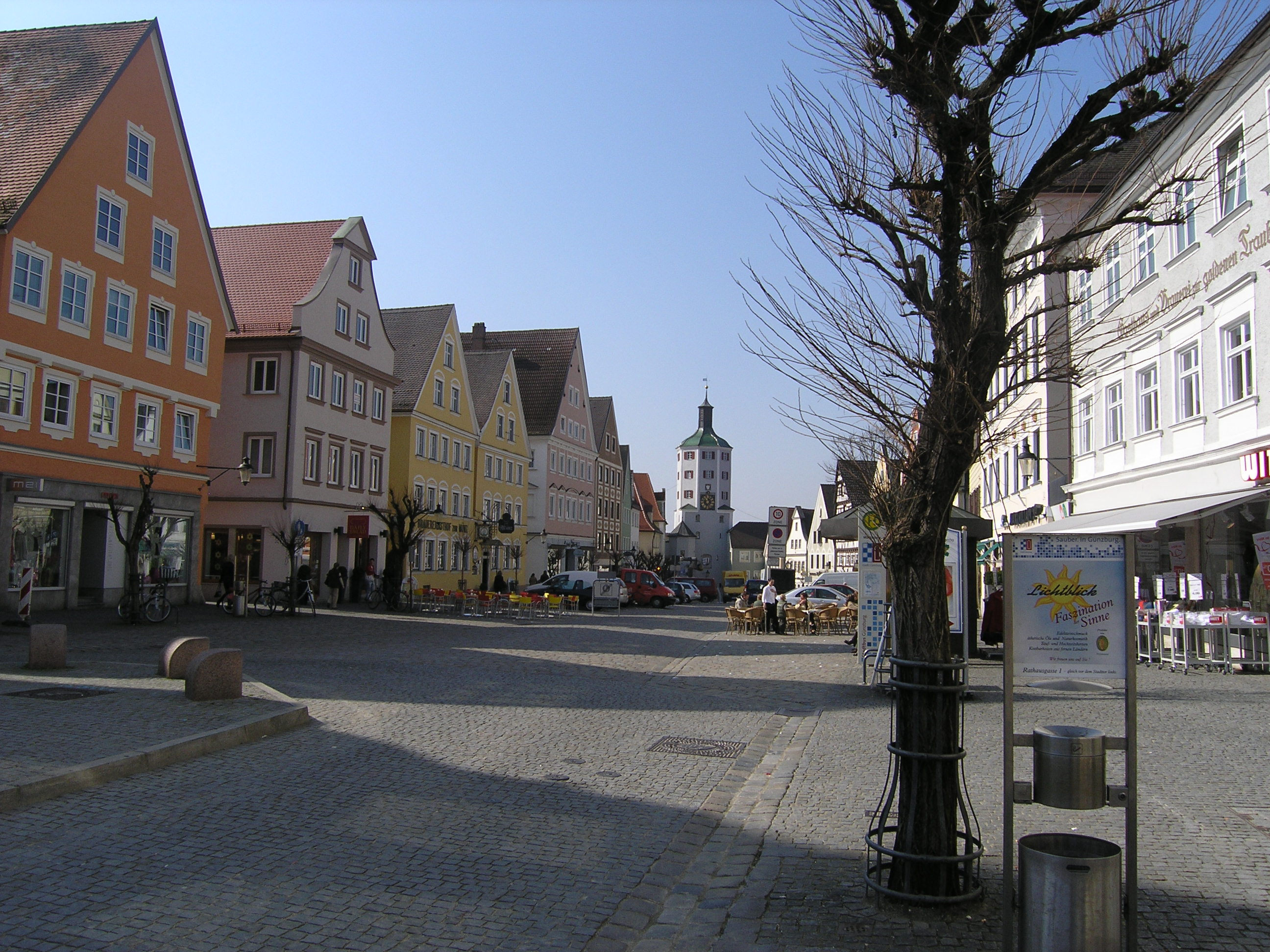
Marktplein
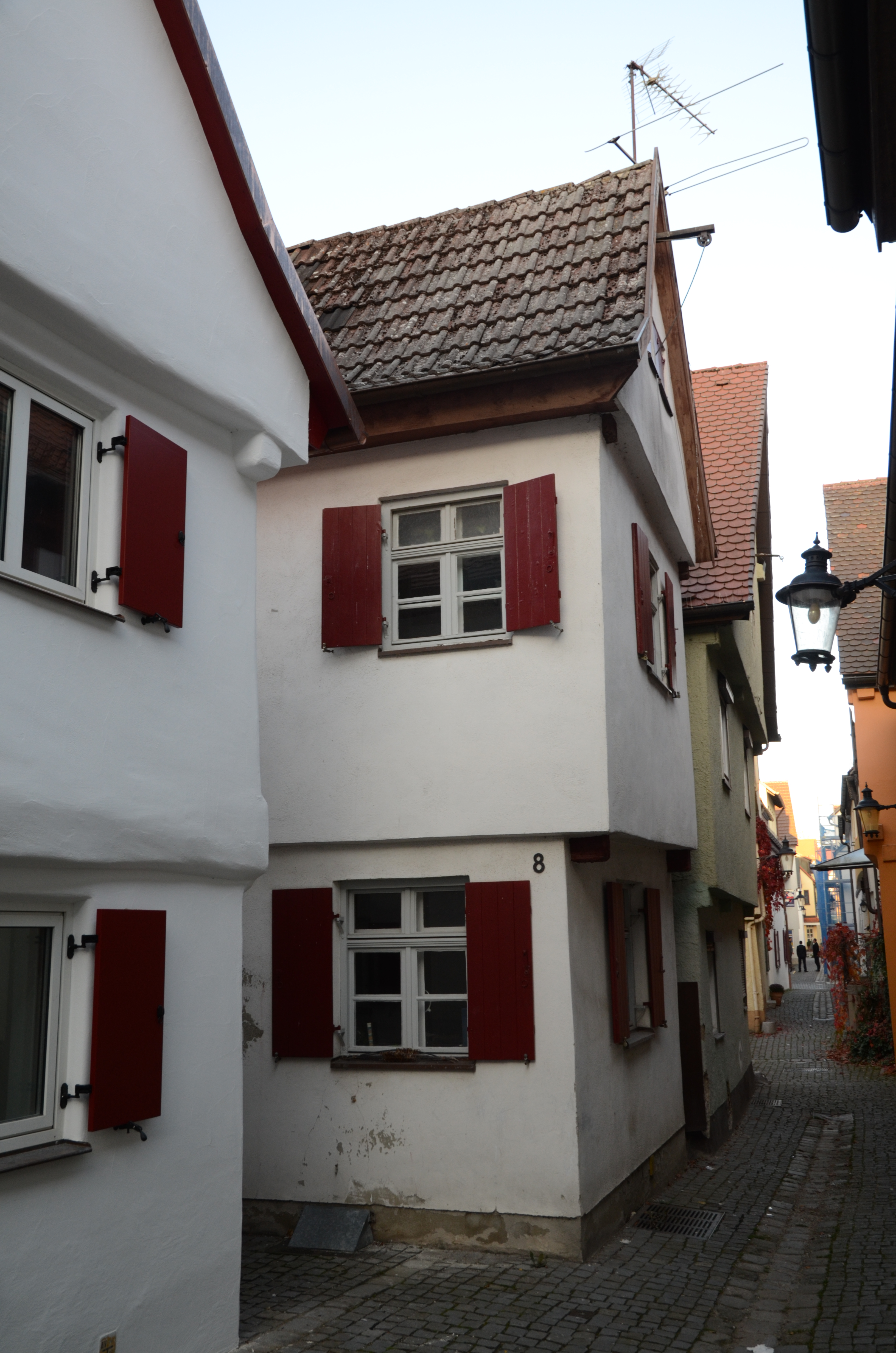
Huisjes aan de Münzgasse
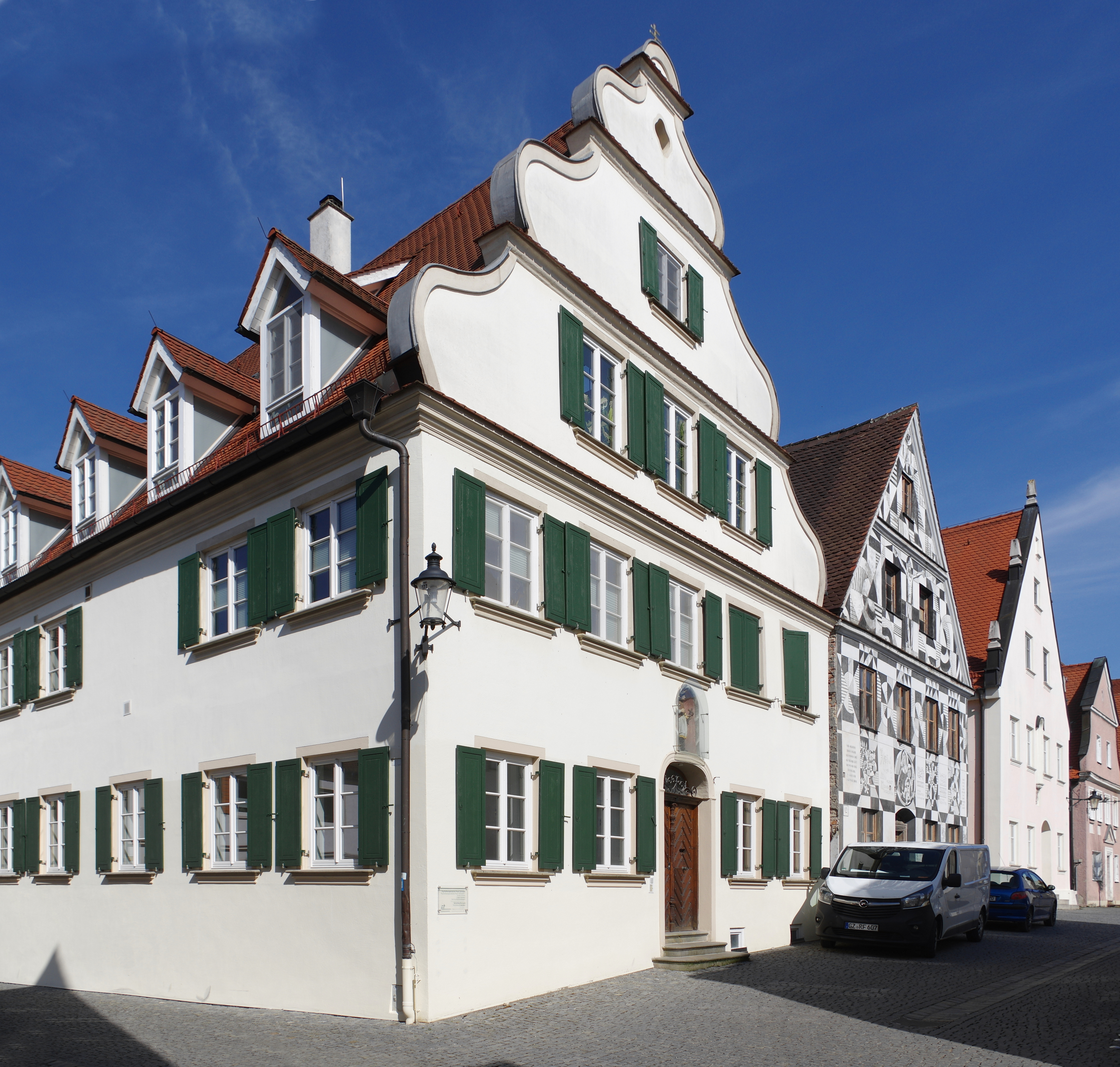
18e-eeuws huis aan de Institutstraße
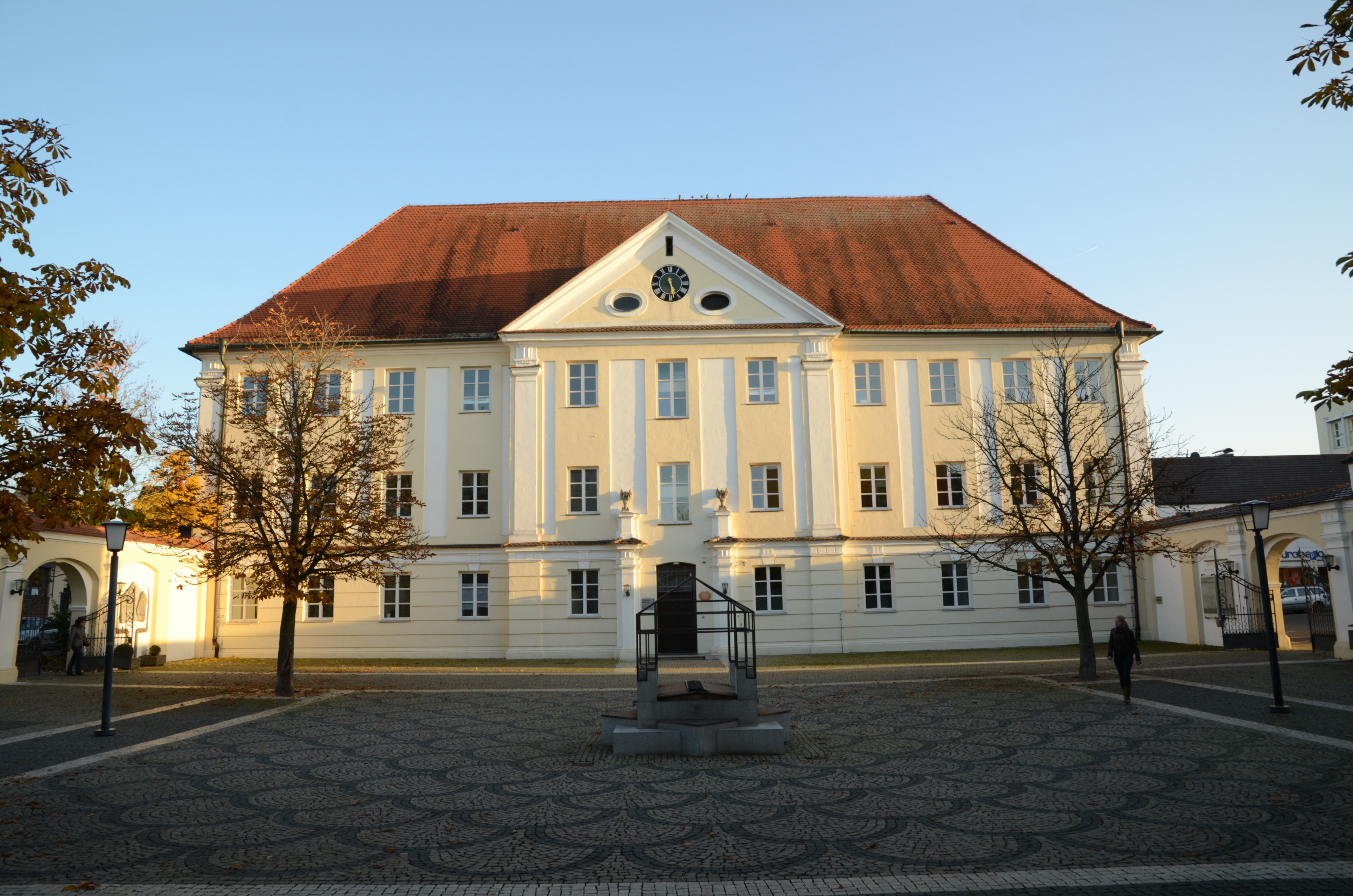
Voormalige Oostenrijkse kazerne (1781), tegenwoordig volkshogeschool
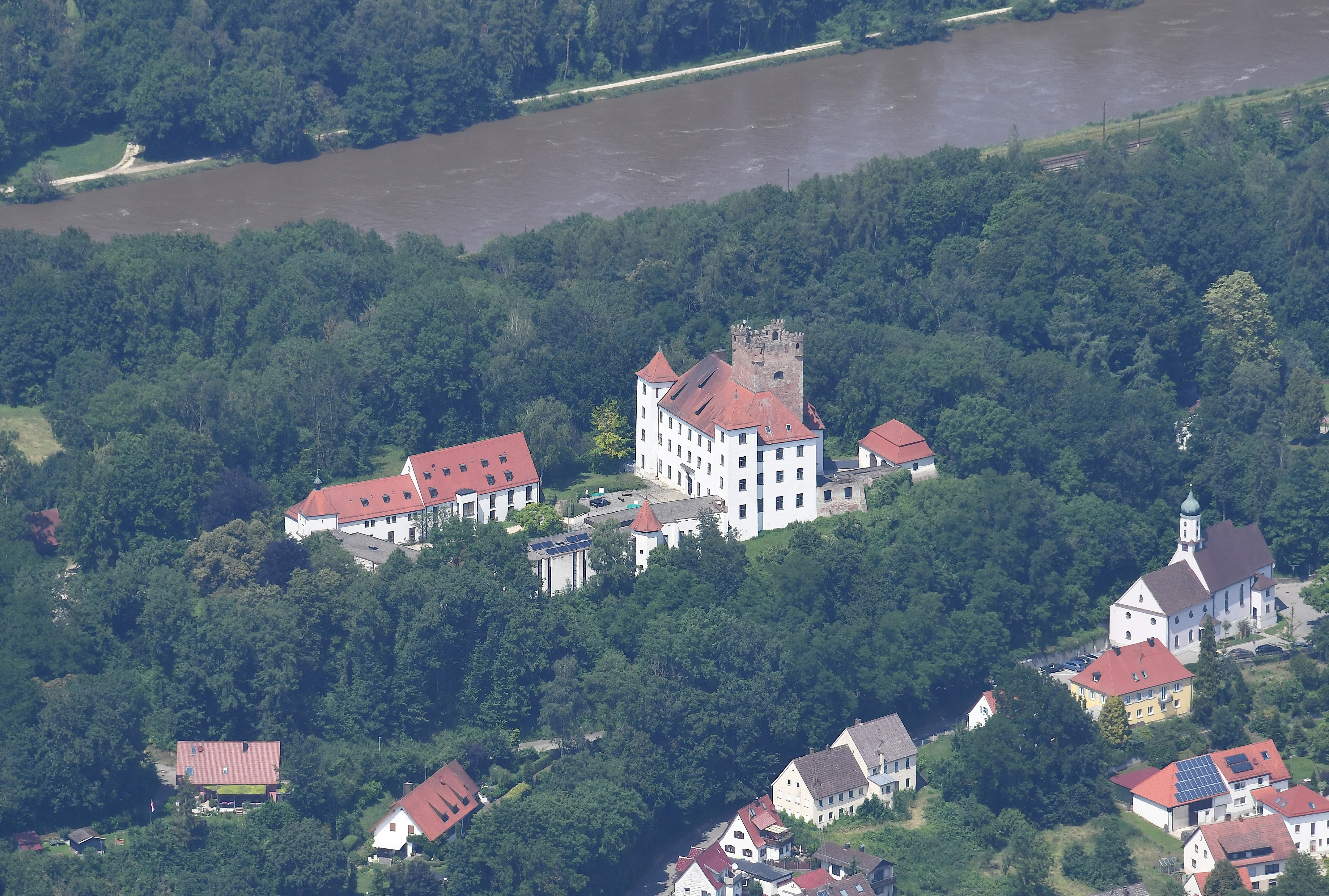
Kasteel Reisensburg (1)
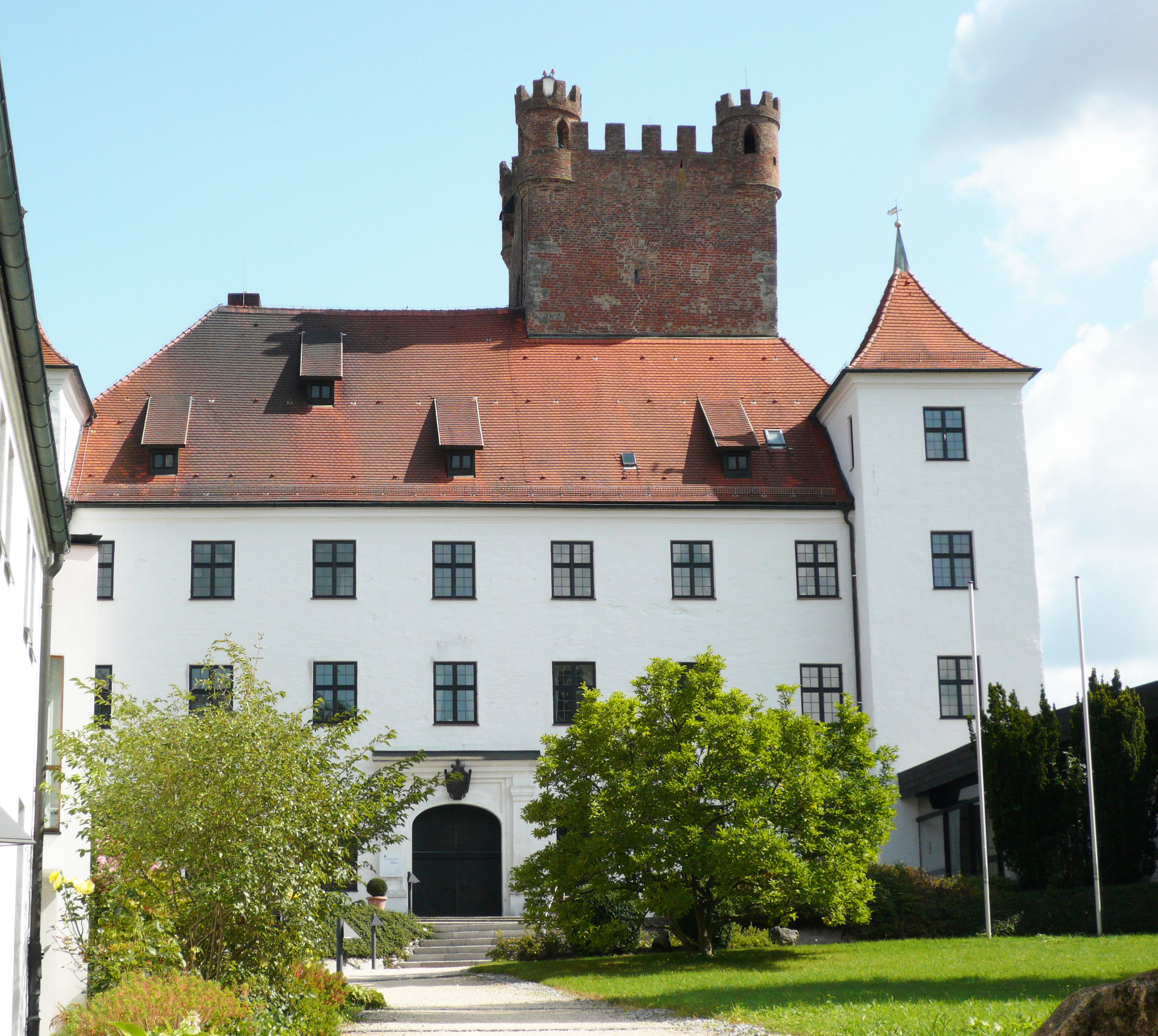
Kasteel Reisensburg (2)
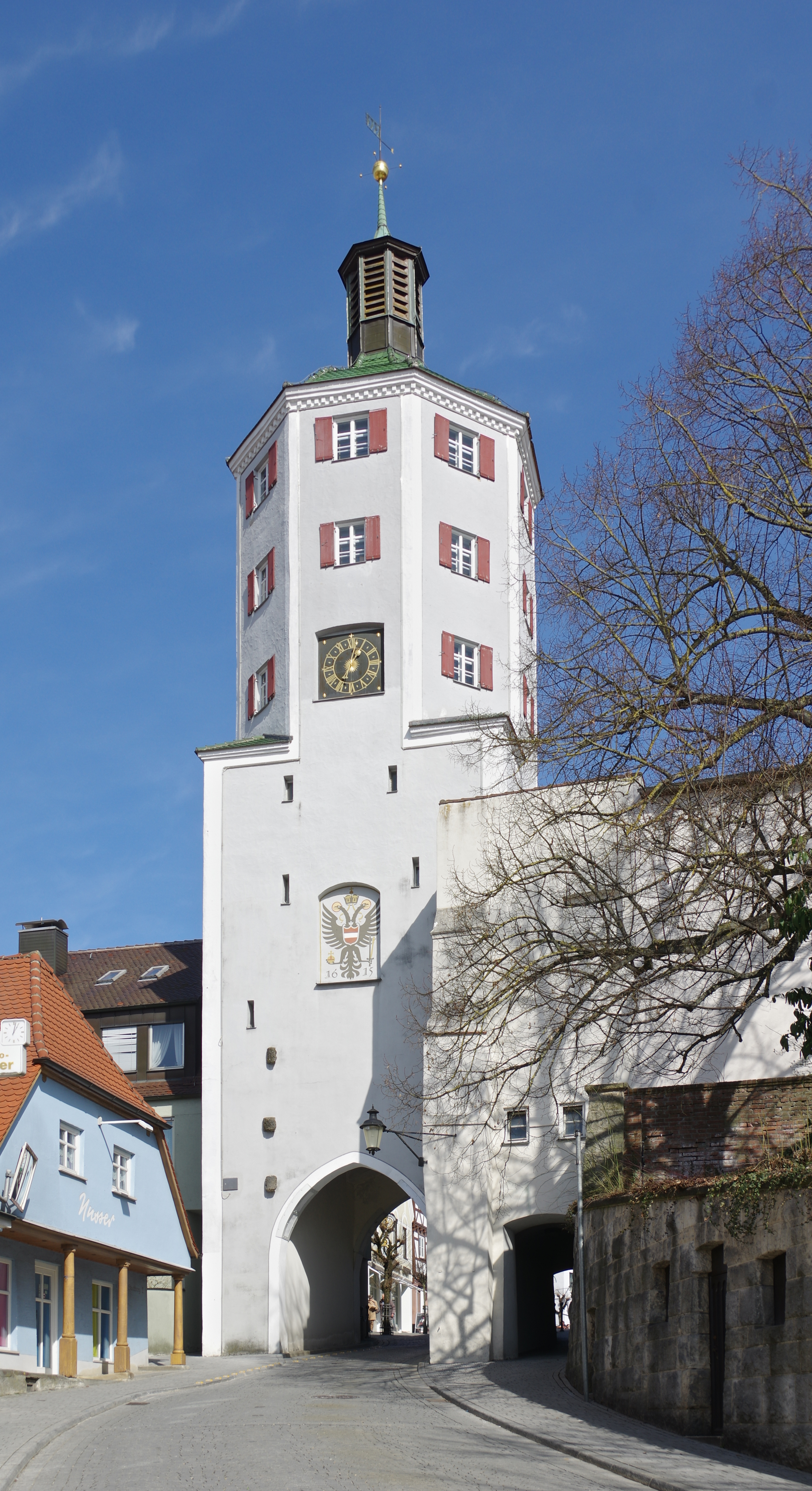
Stadspoort Unteres Tor (Benedenpoort)
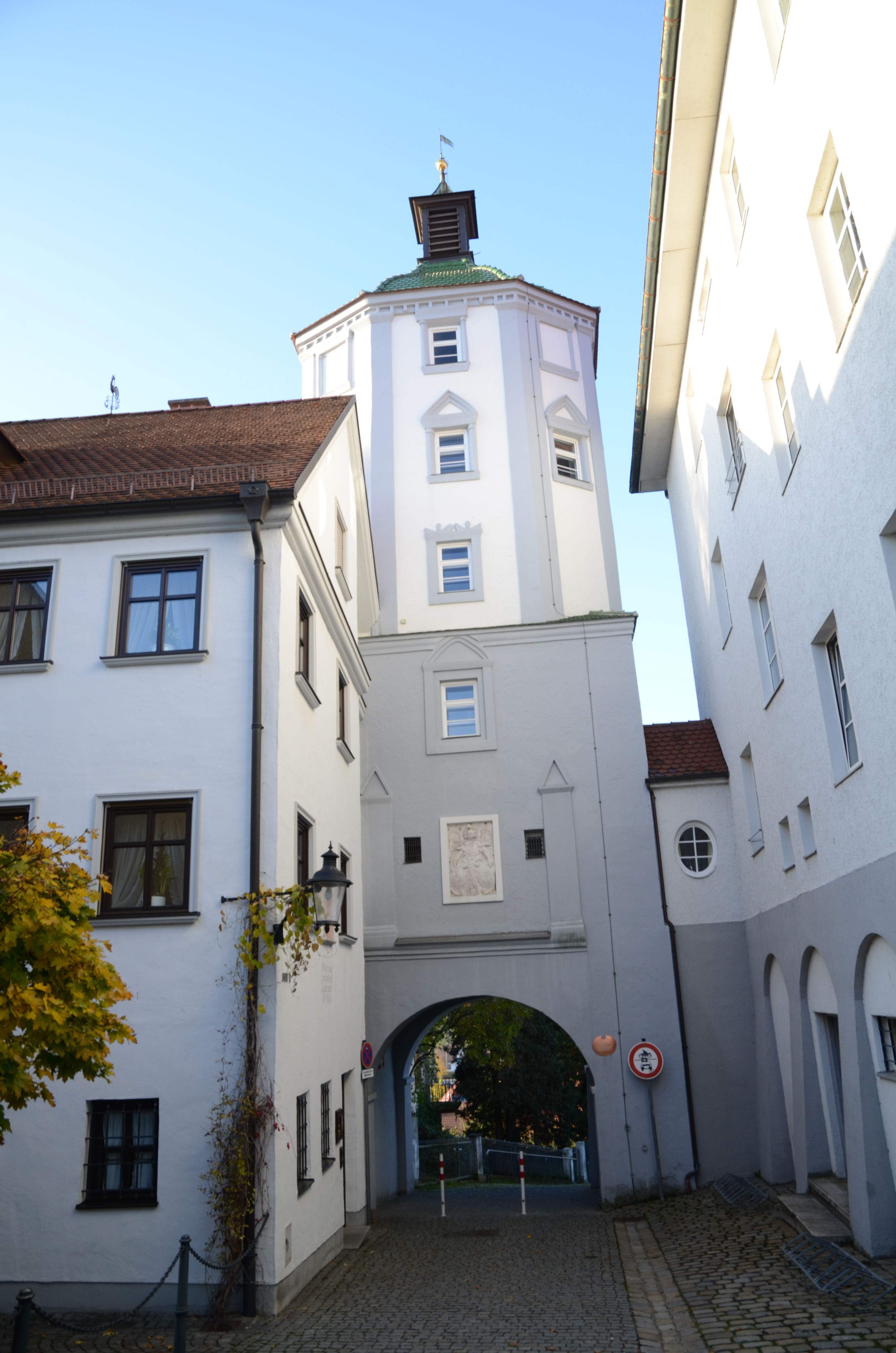
Kuhturm (Koeientoren), 17e eeuw, gebouwd op een middeleeuwse stadspoort
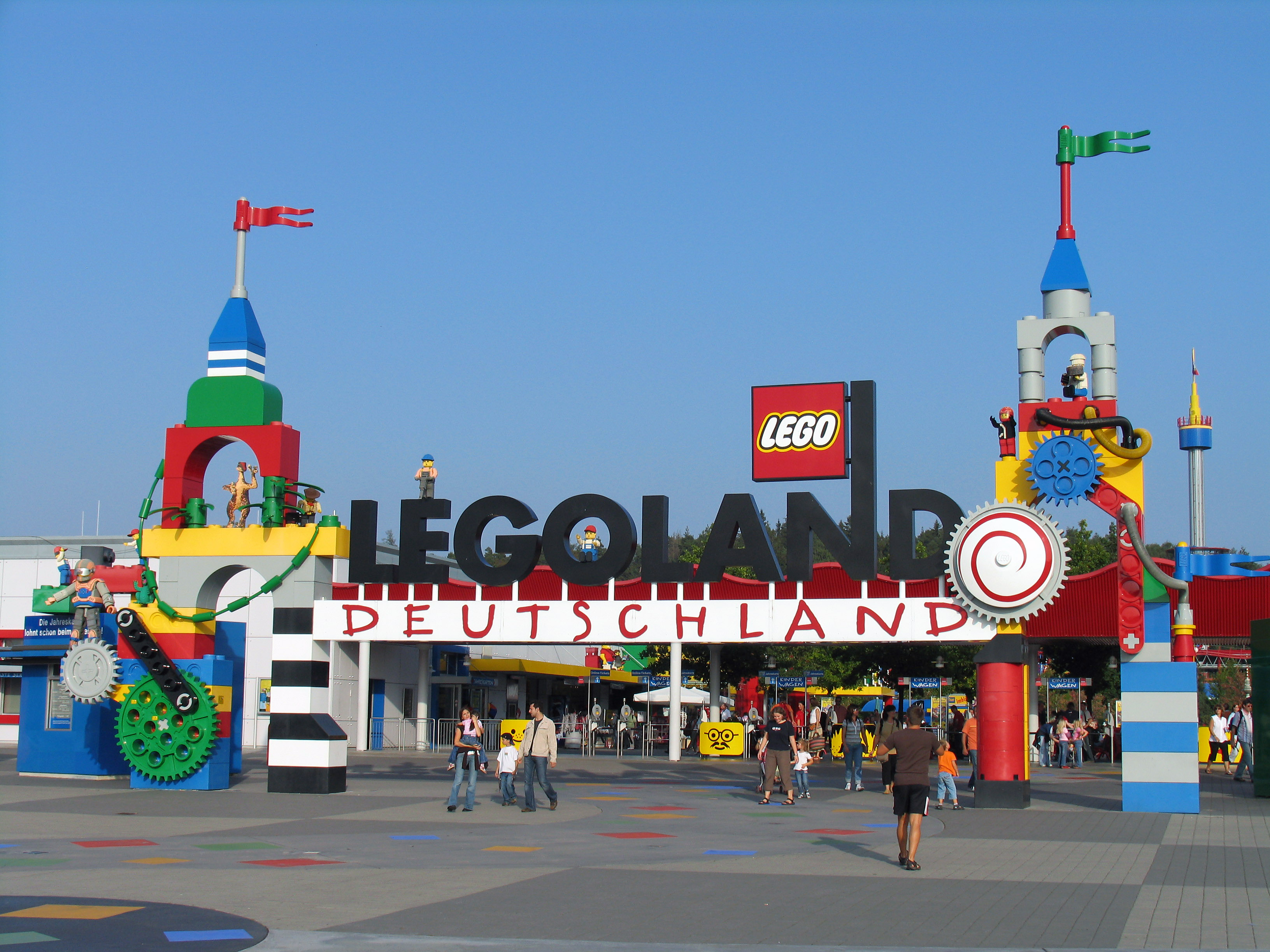
Ingang Legoland
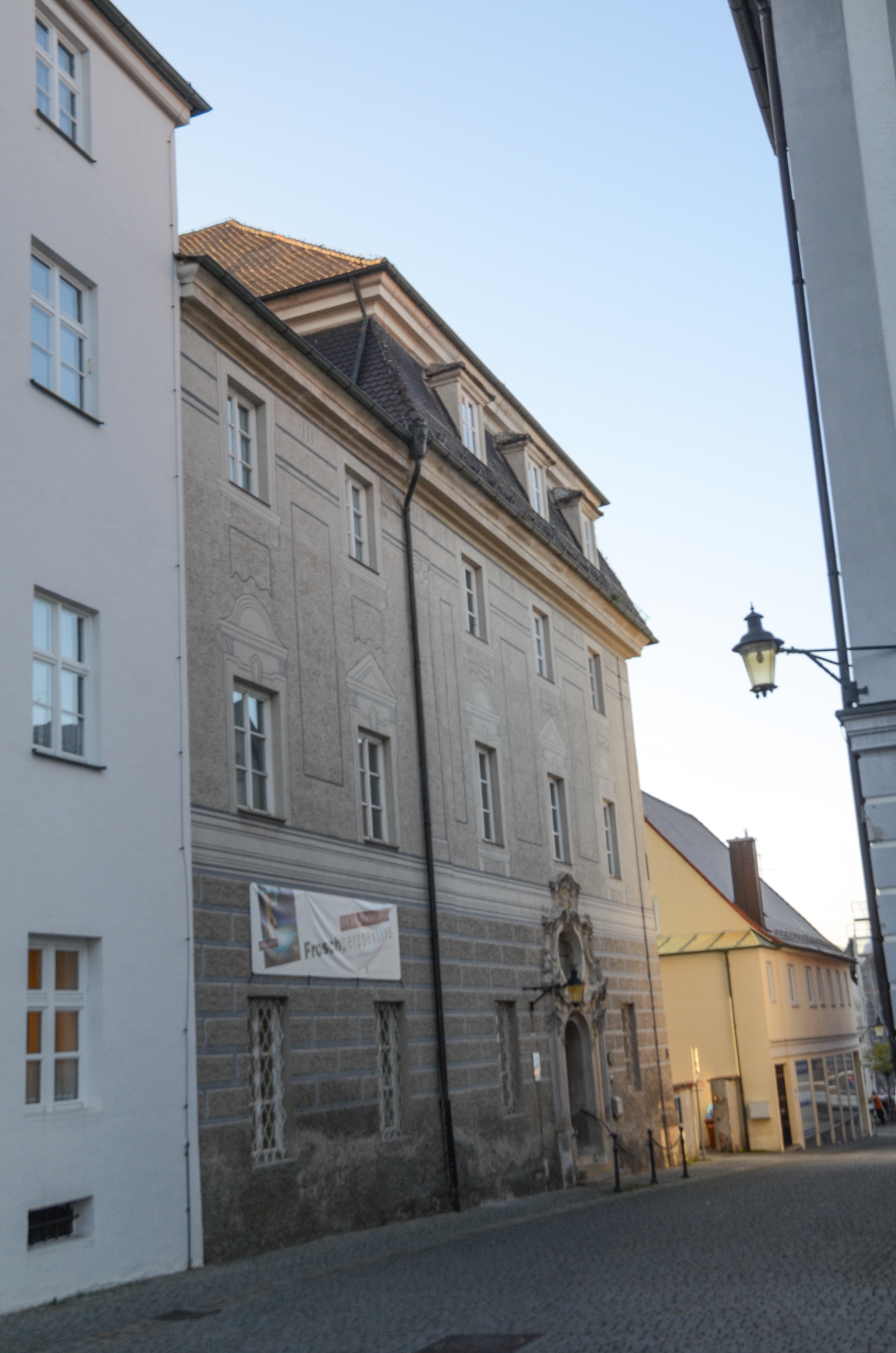
Heimatmuseum, Rathausgasse 2, Günzburg
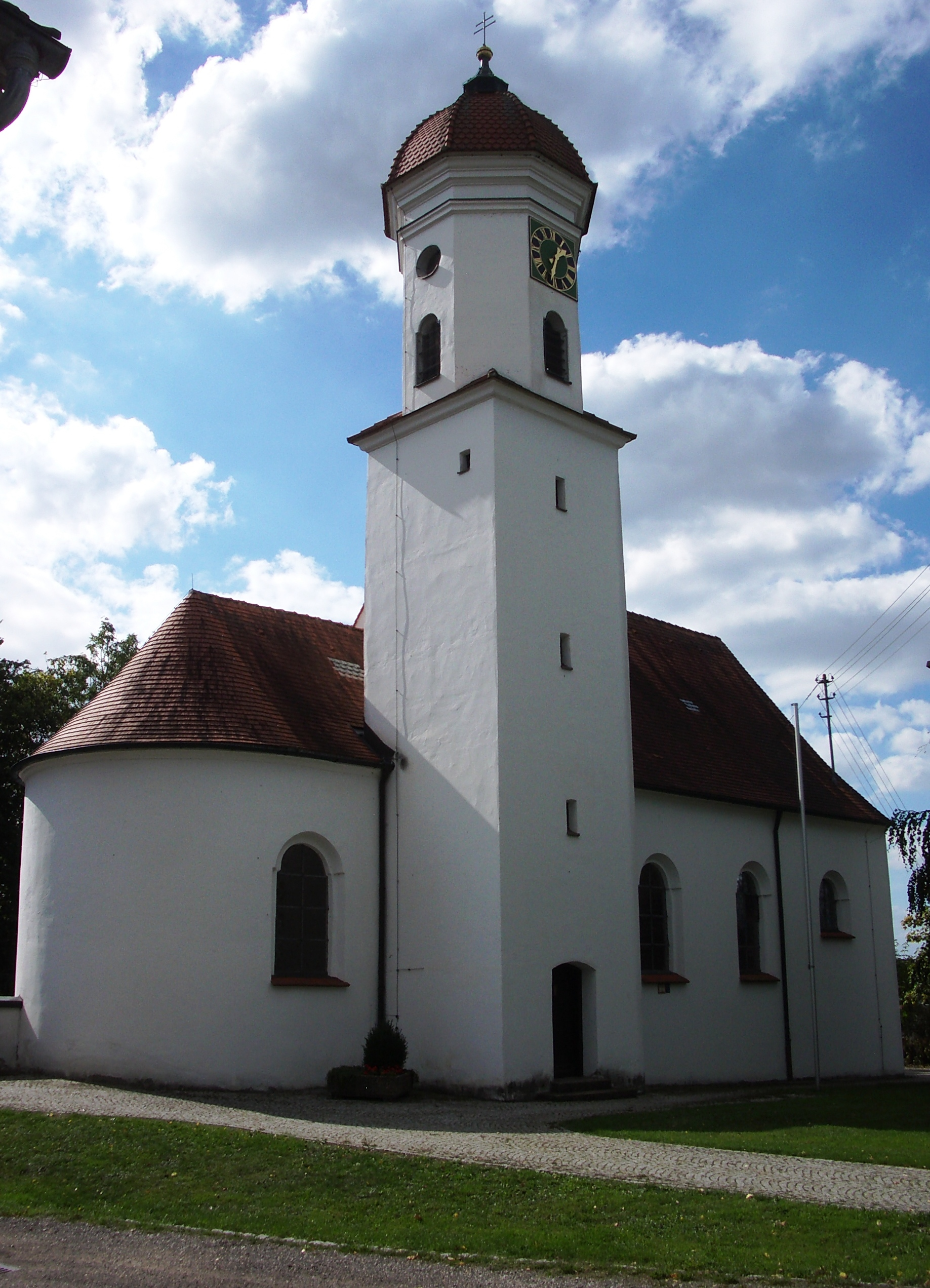
St. Blasiuskerk, Leinheim (1714)
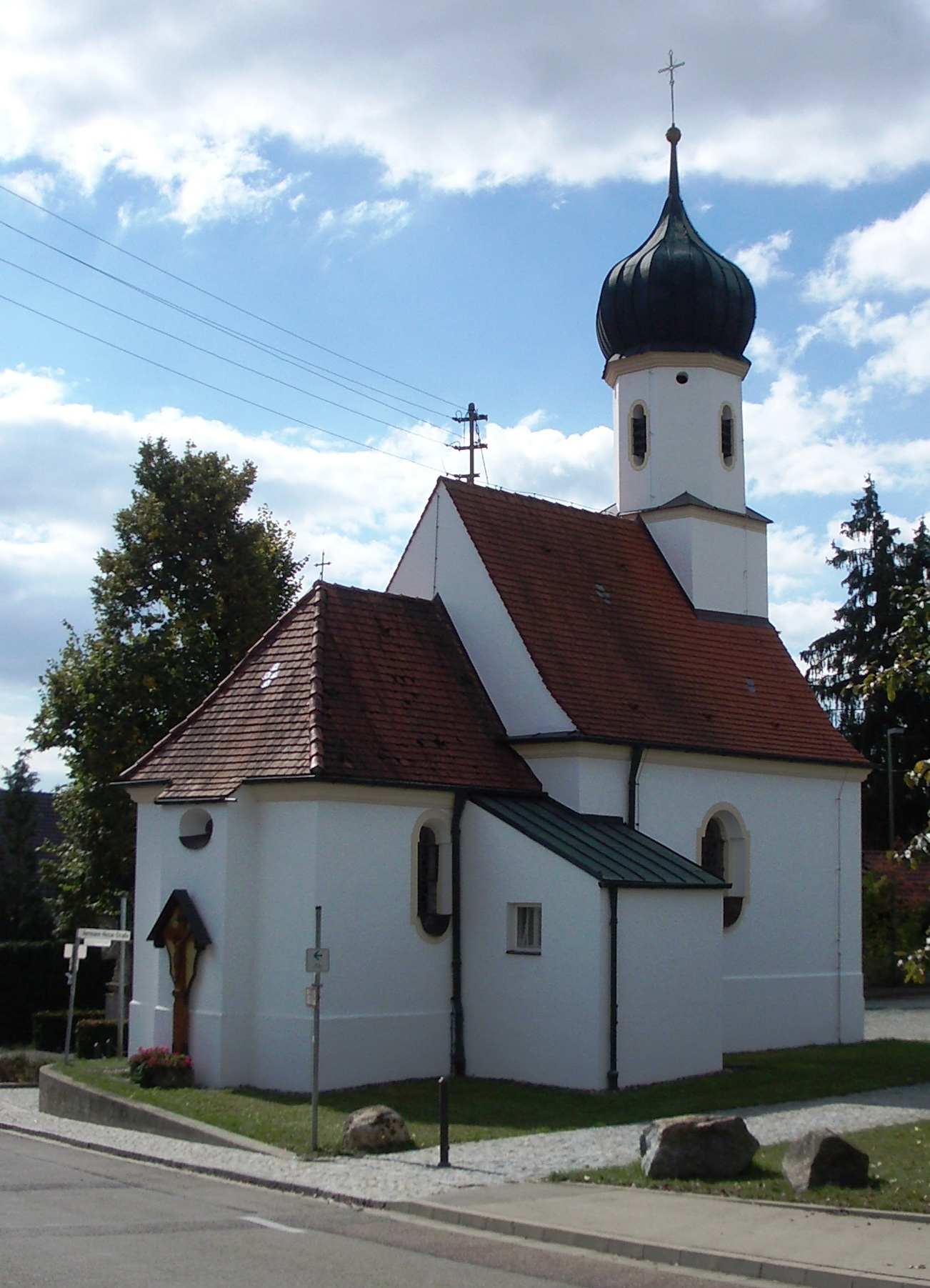
Nornheim, St. Erhardkerkje (deels 13e eeuw, gerenoveerd 1631)
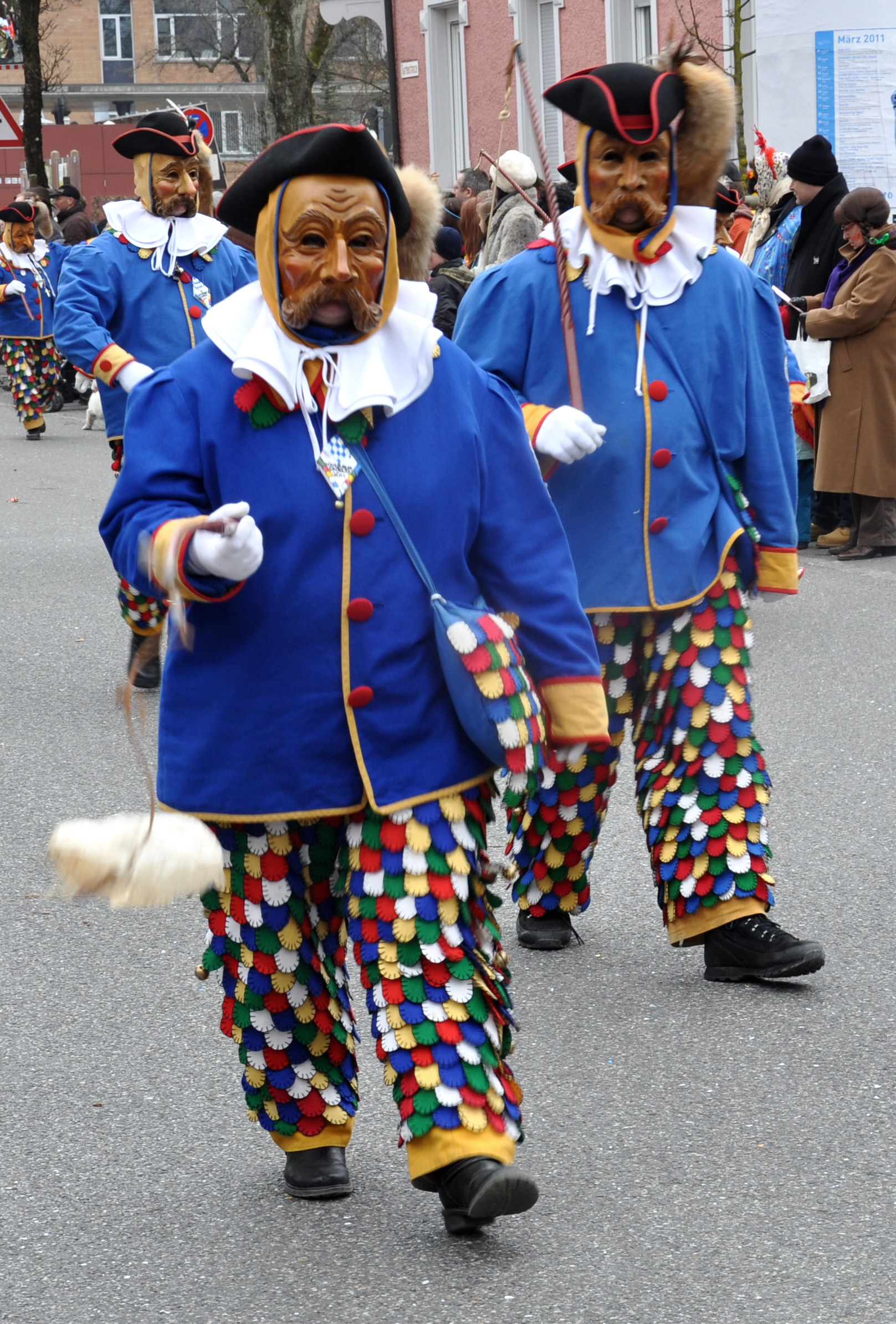
Carnavalsfiguur tijdens de optocht (Narrensprung) van 2011 te Günzburg

## Geboren
- Franz Xaver Schwarz (1875-1947), nazi-politicus
- Adolf Kratzer (* 16 oktober 1893; † 6 juli 1983 in Münster), belangrijk theoretisch natuurkundige, in Duitsland beschouwd als autoriteit op het gebied van de molecuulspectroscopie; hoogleraar aan de Universiteit van Münster; mede dankzij hem kwam na de Tweede Wereldoorlog in West-Duitsland het systeem BAföG tot stand, vergelijkbaar met de studiefinanciering in Nederland en de studietoelage in Vlaanderen.
- Josef Mengele (1911-1979), erfbiologisch onderzoeker, legerarts en een van de beruchtste nationaalsocialistische oorlogsmisdadigers. In 2005 werd in Günzburg een gedenkplaquette ter nagedachtenis aan de slachtoffers van Mengeles praktijken onthuld.
- Alois Mengele (* 30 januari 1914 in Günzburg; † 2 februari 1974, ibidem), broer van de voorgaande, directeur van de landbouwmachinefabriek in zijn vaderstad, evenals zijn vader Karl ereburger van Günzburg
- Erhard Keller (1944), langebaanschaatser
- Petra Kelly (1947-1992), politica
- Diana Damrau (1971), coloratuursopraan
- Stefano Celozzi (1988), voetballer

## Partnersteden
Günzburg onderhoudt speciale banden met:
- Lannion, Bretagne, Frankrijk (jumelage)
- Šternberk, Moravië, Tsjechië (jumelage)
- Neustadt in Sachsen, vriendschapsverdrag, minder officieel dan een jumelage

Aichen ·
Aletshausen ·
Balzhausen ·
Bibertal ·
Breitenthal ·
Bubesheim ·
Burgau ·
Burtenbach ·
Deisenhausen ·
Dürrlauingen ·
Ebershausen ·
Ellzee ·
Gundremmingen ·
Günzburg ·
Haldenwang ·
Ichenhausen ·
Jettingen-Scheppach ·
Kammeltal ·
Kötz ·
Krumbach ·
Landensberg ·
Leipheim ·
Münsterhausen ·
Neuburg a.d.Kammel ·
Offingen ·
Rettenbach ·
Röfingen ·
Thannhausen ·
Ursberg ·
Waldstetten ·
Waltenhausen ·
Wiesenbach ·
Winterbach ·
Ziemetshausen